# Lux Æterna (canção de Metallica)
"Lux Æterna" é uma canção da banda americana de heavy metal Metallica, lançada em 28 de novembro de 2022 como o single principal de seu décimo primeiro álbum de estúdio, 72 Seasons (2023). A música foi tocada pela primeira vez ao vivo em 16 de dezembro de 2022, no Microsoft Theater em Los Angeles. Além disso, James Hetfield descreveu a música como "uma música animada, meio rápida e alegre", descrevendo-a como uma música da NWOBHM.

## Videoclipe
O videoclipe, dirigido por Tim Saccenti, foi filmado pela primeira vez em 3 de novembro de 2022 e apresenta a banda tocando ao vivo em um palco. Durante todo o vídeo, lasers piscam na tela em sincronia com a banda tocando. Kirk Hammett descreveu o videoclipe como se a banda estivesse tocando dentro de um vulcão, além de apontar que James Hetfield chegou muito perto dos lasers e que ele passou por uma cirurgia LASIK e deveria "ficar longe".

## Recepção
Escrevendo para o Musictalkers, Nicholas Gaudet descreveu os vocais durante o refrão como "surpreendentes", além de elogiar o solo de guitarra. Gaudet também interpretou a canção como uma retrospectiva de sua carreira, chamando-a de a melhor coisa que eles fizeram em duas décadas. Jon Hadusek do Consequence, também elogiou a canção, também afirmando que a canção pega onde "Hardwired... to Self-Destruct" parou. Ele afirma que a canção tem influência do pop-punk, bem como do típico thrash metal.

## Paradas musicais
| País/Parada (2022)                            | Melhor posição |
| --------------------------------------------- | -------------- |
| Austrália (ARIA)                              | 18             |
| Canadá (Canadian Hot 100)                     | 76             |
| Canadá Rock (Billboard)                       | 3              |
| República Tcheca (IFPI)                       | 2              |
| Finlândia (Suomen virallinen lista)           | 56             |
| Hungria (Single Top 40)                       | 35             |
| Nova Zelândia (Recorded Music NZ)             | 7              |
| Reino Unido (UK Singles Downloads Chart)      | 22             |
| Reino Unido (UK Singles Sales)                | 28             |
| Reino Unido (UK Rock & Metal)                 | 10             |
| Estados Unidos (Bubbling Under Hot 100)       | 13             |
| Estados Unidos (Digital Song Sales)           | 8              |
| Estados Unidos (Hot Rock & Alternative Songs) | 15             |
| Estados Unidos (Rock Airplay)                 | 2              |

## Créditos
- James Hetfield – vocais, guitarra rítmica
- Lars Ulrich – bateria
- Kirk Hammett – guitarra solo
- Robert Trujillo – baixo, vocais de apoio